# No, No, No
"No, No, No" é um o primeiro single do girl group americano Destiny's Child, para seu álbum de estréia Destiny's Child (1998). Este single recebeu muitas críticas positivas dos críticos de música.
No, No, No estreou na 64ª posição no Billboard Hot 100 em 29 de novembro de 1997 e ficou dezoito semanas nesse Top 100, conseguindo alcançar a terceira posição.
No, No, No tem duas versões, a parte 2 tem a participacão do rapper Wyclef Jean, a parte 1 é mais calma, e cantada apenas pelo grupo.

## Videoclipe
Foram lançados um clipe para cada versão. Os dois foram dirigidos por Darren Grant. Na primeira parte, "No, No, No Part I", aparece o cantor Marques Houston apresentando-as em uma boate, e as quatro integrantes cantam e dançam em um quadrado, enquanto várias pessoas as assistem. No final são aplaudidas. No clipe da parte 2, "No, No, No Part II", Wyclef Jean toca sua guitarra enquanto o grupo canta o refrão, em seguida a música começa e elas aparecem com roupas pretas executando passos de dança alternadas entre suas sombras e com quatro rapazes. São inseridas cenas onde aparecem nas janelas de uma casa. Em outra cena aparecem penduradas em balanços, com vestidos, em um cenário com um céu ao fundo, enquanto penas caem do alto.
Os dois clipes aparecem no DVD de videoclipes The Platinum's on the Wall, lançado pelo grupo em 2001.